# Aframonius
Aframonius — рід адапіформних приматів, що жили в Африці в пізньому еоцені або ранньому олігоцені. Скам'янілості представників роду були знайдені в формації Джебель Катрані в Єгипті.